# 艾莉森·卡米尔
艾莉森·卡米尔（Allisen Camille，1992年6月26日—），塞舌爾女子羽毛球運動員。

## 簡歷
2013年8月，艾莉森·卡米尔出戰在毛里裘斯羅斯希爾舉行的非洲羽毛球錦標賽，與朱丽叶·阿万合作赢得女子雙打冠軍。

## 主要比賽成績
只列出曾進入準決賽的國際賽事成績：
| 年份   | 賽事                 | 公開賽級別 | 項目     | 搭檔           | 成績   |
| ------ | -------------------- | ---------- | -------- | -------------- | ------ |
| 2011年 | 全非運動會羽毛球比賽 | 其他       | 混合團體 | －             | 銅牌   |
| 2011年 | 全非運動會羽毛球比賽 | 其他       | 女子雙打 | Cynthia Course | 銀牌   |
| 2011年 | 全非運動會羽毛球比賽 | 其他       | 混合雙打 | 喬基·卡皮頓    | 銀牌   |
| 2012年 | 非洲羽毛球錦標賽     | 其他       | 混合雙打 | 乔基·卡皮顿    | 季軍   |
| 2013年 | 非洲羽毛球錦標賽     | 其他       | 混合團體 | －             | 季軍   |
| 2013年 | 非洲羽毛球錦標賽     | 其他       | 女子雙打 | 朱丽叶·阿万    | 冠軍   |
| 2013年 | 毛里裘斯羽毛球國際賽 | 未來系列賽 | 混合雙打 | 乔基·卡皮顿    | 亞軍   |
| 2014年 | 非洲羽毛球錦標賽     | 其他       | 混合團體 | －             | 季軍   |
| 2014年 | 非洲羽毛球錦標賽     | 其他       | 女子雙打 | 朱丽叶·阿万    | 亞軍   |
| 2015年 | 非洲羽毛球錦標賽     | 其他       | 混合團體 | －             | 季軍   |
| 2015年 | 非洲羽毛球錦標賽     | 其他       | 女子雙打 | 朱丽叶·阿万    | 冠軍   |
| 2018年 | 非洲羽毛球錦標賽     | 其他       | 女子雙打 | 朱丽叶·阿万    | 冠軍   |
| 2018年 | 南非羽毛球國際賽     | 未來系列賽 | 女子單打 | －             | 準決賽 |
| 2018年 | 南非羽毛球國際賽     | 未來系列賽 | 混合雙打 | Jie Luo        | 準決賽 |

| 2007-2017年 | 首要超級賽 | 超級賽 | 黃金大獎賽 | 大獎賽 | 國際挑戰賽 | 國際系列賽 | 未來系列賽 | 其他 |

| 2018-2026年 | 總決賽 | 超級1000賽 | 超級750賽 | 超級500賽 | 超級300賽 | 超級100賽 | 國際挑戰賽 | 國際系列賽 | 未來系列賽 | 其他 |